# 尚衣院 (電影)
《尚衣院》（韓語：상의원）2014年12月24日上映的韓國電影。由電影《男人使用說明書》李元錫導演，講述實際在朝鮮時代掌管王室的服裝和財物的機構尚衣院以美麗的衣服而展開包含愛情、才能、嫉妒及慾望的名品歷史電影。

## 簡介
趙都碩（韓石圭飾）是尚衣院中製作朝鮮3代王衣服的朝鮮最高韓服名匠，而李孔鎮（高洙飾）則是幫妓女製作令人驚訝衣服的年輕天才韓服設計師。在某一天，知道了全漢陽的人們都想穿孔鎮製作的衣服之事後，都碩開始嫉妒孔鎮。然後都碩跟孔鎮二人在這樣的情況下會發生怎樣的事件。
「尚衣院」是以朝鮮時代製作王室衣服的機構尚衣院中的人們為題材的故事。但朝鮮時代的設定不是最重要的原因。「本來在400年前朝鮮肅宗時期就有的設定，事實上是以事件為出發的故事，只是將它綑綁在朝鮮時代」。故事的三大支柱在趙都碩（韓石圭飾）、王妃（朴信惠飾）和李孔鎮（高洙飾）。都碩，是從先王的時候開始就擔任王衣服的朝鮮最高的手藝名匠；孔鎮，是製作妓生衣服自由地過活的天才韓服設計師。都碩開始嫉妒年輕的孔鎮才能的同時發生了什麼樣巨大事件。

## 演員陣容

### 主要演員
| 演員                  | 角色     | 粵語配音 | 角色介紹                                                                                     |
| 韓石圭 (少年：趙賢道) | 趙都碩   | 譚漢華   | 是從先王的時候開始就擔任王室服飾的朝鮮最高手藝名匠，但是李孔鎮天才般的才能讓他漸漸感到嫉妒。 |
| 高洙                  | 李孔鎮   | 簡懷甄   | 製作妓生衣服自由地過活的天才韓服設計師。                                                     |
| 朴信惠                | 王妃     | 姜嘉蕾   | 把對性情冷淡的王惋惜之情深藏在心中，表面維持著孤傲王妃的身份，但另一方面卻是位惜才的王妃。   |
| 柳演錫                | 朝鮮英祖 | 蔡威賢   | 想要擁有完美的愛情，卻覺得孤獨。                                                             |

### 其他演員
- 馬東石 飾演 將李孔鎮引進宮中的判書（粵語配音：李家傑）
- 裴晟佑 飾演 行首大人（粵語配音：郭俊廷）
- 申素律 飾演 妓生月香（粵語配音：王綺婷）
- 朴素淡 飾演 柳月
- 李侑菲 飾演 後宮昭儀（粵語配音：陳雪瑩）
- 趙達煥 飾演 大吉
- 許成泰 飾演 從事官
- 朴昭曇 飾演
- 朴建炯 飾演
- 禹度林 飾演
- 崔熙真 飾演 朴夫人

- 朴秉恩 飾演 先王，英祖的哥哥
- 金才禾 飾演 至密尚宮

## 原聲帶
- 發行日期：2014年12月31日

| 曲序 | 曲目                       |                                  | 作曲                             | 演唱   |
| ---- | -------------------------- | -------------------------------- | -------------------------------- | ------ |
| 1.   | 바람아 불어라 （風兒吹吧） | 김박사（金博士）、 Wasabii Sound | 김박사（金博士）、 Wasabii Sound | 白智英 |
| 2.   | 바람아 불어라（(Inst.)）   |                                  | 김박사（金博士）、 Wasabii Sound |        |

## 獎項
| 年份   | 頒獎典禮                           | 獎項            | 入圍者 | 結果 |
| ------ | ---------------------------------- | --------------- | ------ | ---- |
| 2015年 | 第51屆百想藝術大賞                 | 女子人氣賞      | 朴信惠 | 獲獎 |
| 2015年 | 第51屆百想藝術大賞                 | 男子配角賞      | 柳演锡 | 提名 |
| 2015年 | 第17屆意大利烏甸尼斯遠東國際電影節 | 觀眾獎第二名    |        | 獲獎 |
| 2015年 | 第17屆意大利烏甸尼斯遠東國際電影節 | My Movies觀眾獎 |        | 獲獎 |
| 2015年 | 第14屆紐約亞洲電影節               | 觀眾獎          |        | 獲獎 |
| 2015年 | 第35屆黃金攝影獎                   | 男新人獎        | 柳演锡 | 獲獎 |
| 2015年 | 第52屆韓國大鐘賞                   | 最佳藝術指導獎  |        | 獲獎 |
| 2015年 | 第52屆韓國大鐘賞                   | 最佳服裝設計獎  |        | 獲獎 |
| 2015年 | 第52屆韓國大鐘賞                   | 男子配角賞      | 柳演锡 | 提名 |

## 外部連結
- 官方網站 （页面存档备份，存于）